# Encentrum fluviatile
Encentrum fluviatile is een raderdiertjessoort uit de familie Dicranophoridae. De wetenschappelijke naam van deze soort is voor het eerst geldig gepubliceerd in 1939 door Wulfert.